# 31e régiment de marche
Pour les articles homonymes, voir 31e régiment.
Le 31e régiment d'infanterie de marche (ou 31e régiment de marche) est un régiment d'infanterie français, qui a participé à la guerre franco-allemande de 1870.

## Création et différentes dénominations
- 22 septembre 1870 : formation du 31e régiment d'infanterie de marche
- 1er avril 1871 : fusion dans le 31e régiment d'infanterie de ligne

## Chefs de corps
Le régiment est commandé à sa formation par le lieutenant-colonel Auguste Couderc de Fonlongue, tué le 9 novembre 1870.

## Historique
Le régiment est formé le 22 septembre 1870 au Mans, à trois bataillons à six compagnies. Il amalgame les 8e compagnies des 3e bataillons des 19e, 24e, 25e, 33e, 41e, 43e, 51e, 62e, 64e, 69e, 70e, 75e, 86e, 93e, 94e et 97e régiments d'infanterie de ligne et la 8e compagnie du 2e bataillon du 54e.
Il appartient à la 2e division du 16e corps d'armée (armée de la Loire).
Il est renforcé mi-décembre par un détachement de 200 hommes du 19e de ligne. Il combat à la bataille de Coulmiers, la bataille de Loigny, la bataille du Mans et le combat de Saint-Jean-sur-Erve.
Après l'arrêt des combats contre les Prussiens, le 31e de marche rejoint en mars la division Susbielle de l'armée de Paris. Après l'éclatement de la commune de Paris, le régiment est affecté le 19 mars à la 5e division de l'armée de Versailles. Il passe à la 3e division du 1er corps de la 2e armée de Versailles. Il fusionne le 1er avril 1871 dans le 31e régiment d'infanterie de ligne.

## Personnalité ayant servi au régiment
- Georges Dujardin-Beaumetz, alors médecin-major du régiment[27]